# マルセル・ミュール
マルセル・ミュール（仏: Marcel Mule、1901年6月24日 - 2001年12月18日）は、フランスのクラシック・サクソフォーン奏者、音楽教師。

## 人物・生涯
ノルマンディー地方のオーブ（Aube）に生まれ、「Le Patron」（父）の通称で知られた。彼は偉大なクラシック・サクソフォーン奏者として世界的に知られ、彼のために多くの曲が作曲され、また彼によって初演・編曲された。これらの曲の多くが今日のクラシック・サクソフォーンのレパートリーの中心をなしている。また、サクソフォーンに初めてビブラート奏法を導入した人物でもある。
サクソフォーンは父親から学んだ。また、1935年にはナディア・ブーランジェに師事し、その縁で多くの作曲家と知り合うこととなった。
休止状態にあったパリ音楽院のサクソフォーン科を1942年に復活させた。当時すでにサクソフォーン奏者および教師として評価されていたミュールは、同科の指導者に選ばれた。パリ音楽院の教授として、ミュールは300人以上の熱心な学生を教え、その多くが自らの力で有名なサクソフォーン奏者や教師となっていった。またミュールは、当時第一級のサクソフォーン・アンサンブルといわれた「パリ・サクソフォーン四重奏団」を結成し、自らもそこでソプラノ・サクソフォーンを演奏した。
ミュールは1968年にパリ音楽院の教授を引退した。彼の地位は、かつての教え子のひとりであったダニエル・デファイエに引き継がれた。引退後、ミュールは南フランスのイェールに隠棲し、2001年12月19日、睡眠中に死去した。100歳没。
ミュールがパリ音楽院で教鞭を執った時期は、現在ではクラシック・サクソフォーンの開花期であったとも見なされており、そのような意味でミュールはサクソフォーンの歴史に大きな影響を与えた人物である。

## 関連書籍
- Marcel Mule, his life and the saxophone, Eugene Rousseau, Etoile Music, Shell Lake, Wisconsin (USA), 1982

- Sax, Mule & Co – Marcel Mule ou l'éloquence du son, ジャン＝ピエール・ティオレ Jean-Pierre Thiollet, H & D Editions, Paris, 2004. ISBN 2 914 266 03 0